# Big City (single)
Big City is een Nederlandstalig nummer, waarvan het refrein Engelstalig is, geschreven door Tol Hansse (merendeel tekst) en Clous van Mechelen (merendeel muziek).

## Inhoud lied
In het lied stelt Hansse, die op de wereld op veel plaatsen was geweest, dat hij nog nooit zo een ongeorganiseerde bende had gezien als in het oude Amsterdam. Het lied bestaat uit 12 coupletten en na elk 4e couplet volgt het refrein: "Big city, big city, big big city, you're so pretty" en na het laatste couplet 2 maal het refrein.
Aan bod komen onder meer de drukte in het verkeer en het gebrek aan parkeerplaatsen, de hippies met hun stickies, het probleem van de hondenpoep, de kroegen en de vrouw van Bolle Jan die bevalt. De Hare Krishna's die het publiek blij willen maken maar dat zelf volgens Hansse niet zijn, de luchtvervuiling die invloed heeft op de kwaliteit van de vis van de haringman, een Arabier die patat eet die gebakken is in de olie uit zijn vaderland en een Engelsman die klem zit tussen de tramdeuren. Dat er grote auto's over de stoep rijden, dat het standbeeld van Thorbecke op de kroeggangers neerkijkt, de geluidsoverlast van de muziek en het piepen van de trams in de bochten alsof ze katten staan te villen. Uiteindelijk stelt hij voor om als alternatief om de drukte te ontlopen in je blote billen door een oerwoud lopen rillen. Omdat dit toch niet zo heel erg aangenaam is stelt Hansse dan dat het in Amsterdam uiteindelijk allemaal nog wel meevalt.
Hansse zong de tekst in een rap-achtige stijl. Hij liet zich wat de tekst betreft vermoedelijk inspireren op teksten die zijn vader Jacques van Tol schreef en die hij terugvond in een la. Muziekproducent was co-auteur Clous van Mechelen, die ook nog een serie muziekinstrumenten, waaronder een uit de shows met Wim T. Schippers bekende scheurende saxofoon, bespeelde.

## Single
Eind januari verscheen Big City op single met op de B-kant Met z'n alle op een bol ook geschreven door Hansse en Van Mechelen. Het lied kreeg veel airplay. Het nummer bereikte de top 10 in zowel de Nederlandse Top 40 als Daverende Dertig en stond in 1978 in beide lijsten 12 weken genoteerd met als hoogste positie nummer 2. Hij werd van nummer 1 afgehouden door Denis van Blondie. Ook in België ging de verkoop goed; in de voorloper van de Ultratop Top 50 Vlaanderen stond het nummer 10 weken in de hitlijst, met als hoogste notering nummer 4. Hansse kreeg voor het lied en de elpee de Zilveren Harp. De single verscheen net als de elpee in een platenhoes waarop een schilderij van Tol Hansse stond afgebeeld (hij was ook kunstschilder). Het portret van Hansse met schilderij werd vastgelegd door Paul Huf. Het promotiefilmpje voor Big City werd deels opgenomen in een hoogwerker bij het Stedelijke Museum.

## Vervolg
Kort na de singlerelease kwam het team van Showroom met een parodie Niet zo prettig. Dat handelde over twee straatvegers op Het Binnenhof. Vijftien jaar later verscheen nieuwe versie Big City 1993 (op de B-kant Op weg naar St.Tropez) met een geactualiseerde tekst en begeleid met een mondharmonica. Hansse beschreef de uitgebreide stad, een bruisende metropool met "alle volkeren der landen zijn voor handen" met als voorbeeld: "Daar zit een groepje Turken aan een waterpijp te lurken", en een aantal nieuwe fenomenen. zoals de wielklem en graffiti. De nieuwe versie kwam terecht op het album Wat nu weer? Deze versie was in 1993 niet zo succesvol en stond 3 weken in de Top 40 genoteerd met als hoogste positie nummer 38 (Nationale Hitparade Top 50: 6 weken met hoogste notering 35). In 1999 werd het nummer met weer een aangepaste tekst gezongen door de bewoners van het Big Brotherhuis en in 2001 in een bewerkte versie door Jenny Arean en Marjan Luif als protest tegen de voorgestelde deelraad voor het centrum van de hoofdstad.
In 2024 werd het door een jury gekozen als een van de tien beste liedjes geschreven en gezongen over Amsterdam. De “wedstrijd” was uitgeschreven in het kader van Amsterdam 750 jaar. Juryvoorzitter wethouder Touria Meliani en juryleden Orville Breeveld (namens medeorganisator Concertgebouw, Peter van Brummelen (namens medeorganisator Het Parool), Joris Nassenstein (Concertgebouw), en Elmer moesten daarbij kiezen uit 125 liedjes. Dan wordt ook geconstateerd dat de stad eigenlijk nauwelijks is veranderd, de in het lied genoemde problemen zijn er dan nog steeds, behalve hondenpoep.  Op 29 januari 2025 is het mooiste Amsterdamse lied gekozen. Het lied Aan de Amsterdamse grachten werd deze dag verkozen tot het mooiste lied over Amsterdam. Het lied won met een ruime voorsprong een poll van Het Concertgebouw en Het Parool. Daarin werden 4500 stemmen uitgebracht. Meer dan een kwart, 28 procent, ging naar Aan de Amsterdamse grachten.

## NPO Radio 2 Top 2000
| Nummer met noteringen in de NPO Radio 2 Top 2000 | '99  | '00  | '01  | '02  | '03  | '04  | '05  | '06  | '07 | '08  |
| ------------------------------------------------ | ---- | ---- | ---- | ---- | ---- | ---- | ---- | ---- | --- | ---- |
| Big City                                         | 1200 | 1588 | 1429 | 1985 | 1649 | 1893 | 1883 | 1786 | -   | 1931 |

1. ↑  Een '-' betekent dat het nummer niet was genoteerd en een vetgedrukt getal geeft de hoogste notering aan.
2. ↑  Deze tabel is bijgewerkt tot en met de meest recente editie (2024).